# Ерымовский, Илья Константинович
Илья Константинович Ерымовский (1867 — после 1932) — старший урядник, член IV Государственной думы от Астраханской губернии.

## Биография
Казак станицы Красноярской 1-го отдела Астраханского казачьего войска. Домовладелец (два дома).
Окончил станичное начальное училище. Занимался рыболовством и садоводством. В 1904—1911 годах был станичным атаманом, а в 1911—1912 годах — старшим урядником Красноярской станицы. Участвовал в депутации для поднесения императору Николаю II сочинения «История Астраханского казачьего войска» и состоял в депутации при открытии памятника Александру ІІІ в Москве.
В 1912 году был избран в члены Государственной думы съездом уполномоченных от станиц Астраханского казачьего войска. Примыкал к фракции прогрессистов, с 4-й сессии входил в группу независимых. Состоял членом комиссий: по рыболовству, по направлению законодательных предположений, по вероисповедным вопросам.
После революции проживал в селе Красный Яр. В 1932 году был арестован, раскулачен и выслан на спецпоселение. Дальнейшая судьба неизвестна.